# Serie B 1941-1942 (pallacanestro femminile)
La Serie B 1941-1942 è stata la seconda edizione del secondo livello del 13º campionato italiano di pallacanestro femminile. Si è disputata tra il 1941 e il 9 agosto 1942.

## Stagione regolare

### Primo Girone

#### Classifica
|  | Pos. | Squadra            | Pt | G | V | N | P | PtF | PtS |
|  | ---- | ------------------ | -- | - | - | - | - | --- | --- |
|  | 1.   | Rari Nantes Trento | 8  | 4 | 4 | 0 | 0 | 119 | 60  |
|  | 2.   | Guf Reggio Emilia  | 4  | 4 | 2 | 0 | 2 | 63  | 80  |
|  | 3.   | Guf Bologna        | 0  | 4 | 0 | 0 | 4 | 60  | 100 |

### Secondo Girone

#### Classifica
|  | Pos. | Squadra           | Pt | G | V | N | P | PtF | PtS |
|  | ---- | ----------------- | -- | - | - | - | - | --- | --- |
|  | 1.   | Gil Bergamo       | 10 | 6 | 5 | 0 | 1 | 225 | 132 |
|  | 2.   | Fiat Torino       | 10 | 6 | 5 | 0 | 1 | 132 | 105 |
|  | 3.   | Ginnastica Torino | 4  | 6 | 2 | 0 | 4 | 123 | 142 |
|  | 4.   | Pirelli Milano    | 0  | 6 | 0 | 0 | 6 | 88  | 197 |

### Terzo Girone

#### Classifica
|  | Pos. | Squadra       | Pt | G | V | N | P | PtF | PtS |
|  | ---- | ------------- | -- | - | - | - | - | --- | --- |
|  | 1.   | Guf Udine     | 12 | 6 | 6 | 0 | 0 | 261 | 111 |
|  | 2.   | Reyer Venezia | 8  | 6 | 4 | 0 | 2 | 150 | 98  |
|  | 3.   | Audax Venezia | 4  | 6 | 2 | 0 | 4 | 133 | 164 |
|  | 4.   | Guf Ferrara   | 0  | 6 | 0 | 0 | 6 | 47  | 218 |

## Girone finale

### Classifica
|  | Pos. | Squadra            | Pt | G | V | N | P | PtF | PtS |
|  | ---- | ------------------ | -- | - | - | - | - | --- | --- |
|  | 1.   | Gil Bergamo        | 4  | 4 | 2 | 0 | 2 | 138 | 121 |
|  | 1.   | Guf Udine          | 4  | 4 | 2 | 0 | 2 | 112 | 116 |
|  | 1.   | Rari Nantes Trento | 4  | 4 | 2 | 0 | 2 | 139 | 152 |

## Qualificazione

### Classifica
|  | Pos. | Squadra            | Pt | G | V | N | P | PtF | PtS |
|  | ---- | ------------------ | -- | - | - | - | - | --- | --- |
|  | 1.   | Gil Bergamo        | 4  | 2 | 2 | 0 | 0 | 61  | 50  |
|  | 2.   | Rari Nantes Trento | 2  | 2 | 1 | 0 | 1 | 54  | 52  |
|  | 3.   | Guf Udine          | 0  | 2 | 0 | 0 | 2 | 39  | 52  |

Legenda:
      Promossa direttamente in Serie A 1942-1943.
Regolamento:
Due punti a vittoria, zero a sconfitta.
Note:
Guf Udine poi ripescata in Serie A 1942-1943 al posto della Giordana Genova.

### Risultati
| Sesto San Giovanni 7 agosto 1942 | Gil Bergamo | 32 – 31 | Rari Nantes Trento |  |

| Sesto San Giovanni 8 agosto 1942 | Gil Bergamo | 29 – 19 | Guf Udine |  |

| Sesto San Giovanni 9 agosto 1942 | Rari Nantes Trento | 23 – 20 | Guf Udine |  |

## Verdetti

### Squadre Promosse
- Promozioni in Serie A:

Gil Bergamo e Rari Nantes Trento; Guf Udine ripescata.